# Faites confiance, mais vérifiez

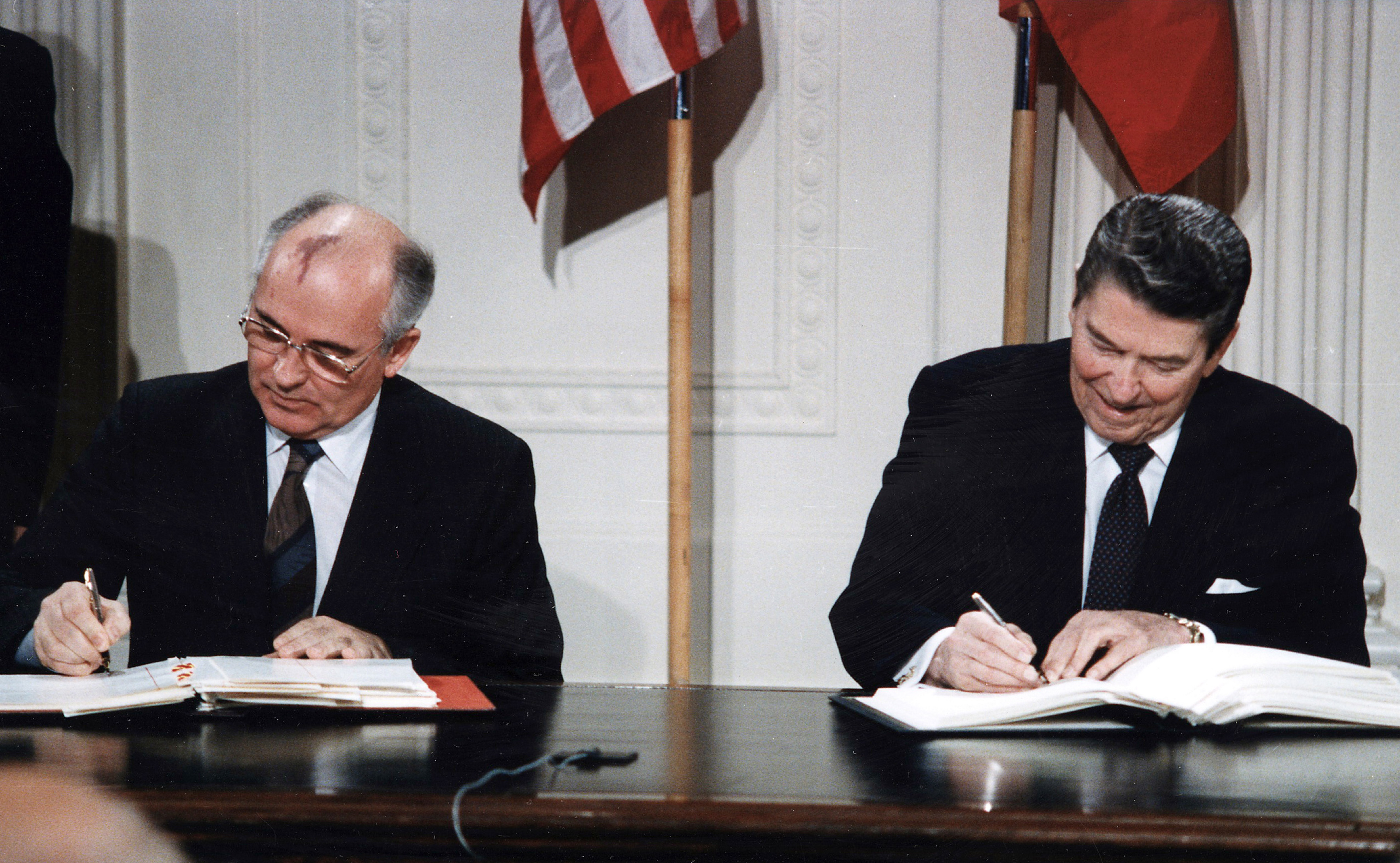
Le président américain Ronald Reagan et le secrétaire du Parti communiste soviétique Mikhaïl Gorbatchev signent le Traité sur les forces nucléaires à portée intermédiaire le 8 décembre 1987 à la Maison-Blanche.

« Faites confiance, mais vérifiez » ou « se fier, mais vérifier » (russe : Доверяй, но проверяй, translittération : Doveriaï, no proveriaï) est un proverbe russe connu à l’international grâce au président américain Ronald Reagan, qui en a fait sa phrase fétiche et l’a notamment utilisée lors de ses discussions sur le désarmement nucléaire avec les représentants de l'Union soviétique.
Après que Reagan a prononcé encore une fois cette phrase lors de la signature du Traité sur les forces nucléaires à portée intermédiaire, Mikhaïl Gorbatchev lui aurait reproché de prononcer cette phrase à chaque rencontre. « Elle me plaît », lui aurait rétorqué le président américain.

## Dans la sécurité informatique
En cybersécurité, ce proverbe a donné naissance au principe du zero trust : aucun appareil ni aucun utilisateur ne bénéficie de confiance a priori, toutes les vérifications sont effectuées quel que soit l'historique antérieur.